# Selingsing
Selingsing is een bestuurslaag in het regentschap Belitung Timur van de provincie Bangka-Belitung, Indonesië. Selingsing telt 4450 inwoners (volkstelling 2010).